# کلیلالینا
کلیلالینا (به لاتین: Kelilalina) یک منطقهٔ مسکونی در ماداگاسکار است که در ایفانادیانا واقع شده‌است. کلیلالینا ۱۰٬۷۴۷ نفر جمعیت دارد و ۶۲۰ متر بالاتر از سطح دریا واقع شده‌است.